# Вышнепенское сельское поселение
Вышнепенское се́льское поселе́ние — муниципальное образование в Ракитянском районе Белгородской области.
Административный центр — село Вышние Пены.

## История
Вышнепенское сельское поселение образовано 20 декабря 2004 года в соответствии с Законом Белгородской области № 159.

## Население
| 2010 | 2011 | 2012 | 2013 | 2014 | 2015 | 2016 | 2017 | 2018 |
| ---- | ---- | ---- | ---- | ---- | ---- | ---- | ---- | ---- |
| 904  | ↗906 | ↘903 | ↗930 | ↗956 | ↘952 | ↘948 | ↗964 | ↘939 |
| 2019 | 2020 | 2021 |      |      |      |      |      |      |
| ↘922 | ↗927 | ↘828 |      |      |      |      |      |      |

## Состав сельского поселения
| № | Населённый пункт | Тип населённого пункта       | Население |
| - | ---------------- | ---------------------------- | --------- |
| 1 | Вышние Пены      | село, административный центр | ↘828      |